# Rallye d'Italie-Sardaigne 2011
Le Rallye de Sardaigne 2011 est le 5e rallye du Championnat du monde des rallyes 2011.

## Résultats

### Classement final
La Mini John Cooper Works WRC marque ses premiers points pour son premier rallye, conduite par Dani Sordo.
| Rang              | Pilote             | Copilote            | Ordre de départ (numéro) | Voiture                    | Écurie                   | Temps             | Écart             | Points            |
| Toutes catégories | Toutes catégories  | Toutes catégories   | Toutes catégories        | Toutes catégories          | Toutes catégories        | Toutes catégories | Toutes catégories | Toutes catégories |
| ----------------- | ------------------ | ------------------- | ------------------------ | -------------------------- | ------------------------ | ----------------- | ----------------- | ----------------- |
| 1.                | Sébastien Loeb     | Daniel Elena        | 1 (1)                    | Citroën DS3 WRC            | Citroën Total WRT        | 3 h 45 min 40 s 9 |                   | 26 = 25 + 1 *     |
| 2.                | Mikko Hirvonen     | Jarmo Lehtinen      | 2 (3)                    | Ford Fiesta RS WRC         | Ford Abu Dhabi WRT       | 3 h 45 min 52 s 1 | 11 s 2            | 21 = 18 + 3 *     |
| 3.                | Petter Solberg     | Chris Patterson     | 5 (11)                   | Citroën DS3 WRC            | Petter Solberg WRT       | 3 h 46 min 04 s 7 | 23 s 8            | 15                |
| 4.                | Sébastien Ogier    | Julien Ingrassia    | 3 (2)                    | Citroën DS3 WRC            | Citroën Total WRT        | 3 h 47 min 12 s 4 | 1 min 31 s 5      | 12                |
| 5.                | Mads Østberg       | Jonas Andersson     | 6 (6)                    | Ford Fiesta RS WRC         | M-Sport Stobart Ford WRT | 3 h 48 min 23 s 5 | 2 min 42 s 6      | 10                |
| 6.                | Dani Sordo         | Carlos del Barrio   | 11 (37)                  | Mini John Cooper Works WRC | Mini WRT                 | 3 h 49 min 08 s 5 | 3 min 27 s 6      | 8                 |
| 7.                | Ott Tänak          | Kuldar Sikk         | 25 (22)                  | Ford Fiesta S2000          | Ott Tanak                | 3 h 52 min 51 s 8 | 7 min 10 s 9      | 6                 |
| 8.                | Juho Hänninen      | Mikko Markkula (fi) | 24 (25)                  | Škoda Fabia S2000          | Red Bull Skoda           | 3 h 53 min 18 s 5 | 7 min 37 s 6      | 4                 |
| 9.                | Matthew Wilson     | Scott Martin        | 7 (5)                    | Ford Fiesta RS WRC         | M-Sport Stobart          | 3 h 53 min 41 s 3 | 8 min 00 s 3      | 2                 |
| 10.               | Martin Prokop      | Jan Tománek         | 22 (21)                  | Ford Fiesta S2000          | Czech Ford National Team | 3 h 57 min 09 s 1 | 11 min 28 s 2     | 1                 |
|                   |                    |                     |                          |                            |                          |                   |                   |                   |
| 18.               | Jari-Matti Latvala | Miikka Anttila      | 4 (4)                    | Ford Fiesta RS WRC         | Ford Abu Dhabi WRT       | 4 h 19 min 27 s 8 | 33 min 46 s 9     | 2 = 0 + 2 *       |
| SWRC              |                    |                     |                          |                            |                          |                   |                   |                   |
| 1. (7)            | Ott Tänak          | Kuldar Sikk         | 25 (22)                  | Ford Fiesta S2000          | Ott Tanak                | 3 h 52 min 51 s 8 | -                 | 25                |

* : points attribués dans la spéciale télévisée

### Spéciales chronométrées
| Étape       | Spéciale | Heure   | Nom                   | Distance | Vainqueur          | Temps         | Vitesse  | Pilote en tête |
| ----------- | -------- | ------- | --------------------- | -------- | ------------------ | ------------- | -------- | -------------- |
| 1re (6 mai) | ES1      | 09 h 33 | Lago Omodeo 1         | 10,21 km | Petter Solberg     | 5 min 59 s 2  | 102 km/h | Petter Solberg |
| 1re (6 mai) | ES2      | 10 h 25 | Monte Grighini Nord 1 | 21,32 km | Mikko Hirvonen     | 14 min 59 s 1 | 85 km/h  | Mikko Hirvonen |
| 1re (6 mai) | ES3      | 11 h 26 | Alta Marmilla 1       | 14,34 km | Petter Solberg     | 9 min 37 s 8  | 89 km/h  | Mikko Hirvonen |
| 1re (6 mai) | ES4      | 12 h 09 | Monte Grighini Sud 1  | 19,66 km | Sébastien Loeb     | 13 min 45 s 6 | 86 km/h  | Sébastien Loeb |
| 1re (6 mai) | ES5      | 13 h 46 | Monte Grighini Nord 2 | 19,66 km | Mikko Hirvonen     | 14 min 32 s 6 | 88 km/h  | Sébastien Loeb |
| 1re (6 mai) | ES6      | 14 h 47 | Alta Marmilla 2       | 14,34 km | Sébastien Loeb     | 9 min 18 s 4  | 92 km/h  | Sébastien Loeb |
| 1re (6 mai) | ES7      | 15 h 30 | Monte Grighini Sud 2  | 19,66 km | Sébastien Loeb     | 13 min 17 s 0 | 89 km/h  | Sébastien Loeb |
| 1re (6 mai) | ES8      | 17 h 04 | Lago Omodeo 2         | 10,21 km | Mikko Hirvonen     | 5 min 58 s 6  | 102 km/h | Sébastien Loeb |
| 2e (7 mai)  | ES9      | 09 h 29 | Coiluna 1             | 29,35 km | Jari-Matti Latvala | 17 min 39 s 9 | 100 km/h | Sébastien Loeb |
| 2e (7 mai)  | ES10     | 10 h 36 | Monte Lerno 1         | 27,97 km | Jari-Matti Latvala | 18 min 6 s 2  | 93 km/h  | Sébastien Loeb |
| 2e (7 mai)  | ES11     | 11 h 15 | Su Filigosu 1         | 14,21 km | Jari-Matti Latvala | 8 min 59 s 8  | 95 km/h  | Sébastien Loeb |
| 2e (7 mai)  | ES12     | 14 h 39 | Coiluna 2             | 29,35 km | Sébastien Ogier    | 17 min 13 s 8 | 102 km/h | Sébastien Loeb |
| 2e (7 mai)  | ES13     | 15 h 46 | Monte Lerno 2         | 27,97 km | Jari-Matti Latvala | 17 min 41 s 0 | 95 km/h  | Sébastien Loeb |
| 2e (7 mai)  | ES14     | 16 h 25 | Su Filigosu 2         | 14,21 km | Jari-Matti Latvala | 8 min 44 s 0  | 98 km/h  | Sébastien Loeb |
| 3e (8 mai)  | ES15     | 06 h 50 | Gallura 1             | 8,24 km  | Jari-Matti Latvala | 6 min 28 s 9  | 76 km/h  | Sébastien Loeb |
| 3e (8 mai)  | ES16     | 08 h 03 | Monte Olia            | 24,50 km | Jari-Matti Latvala | 17 min 50 s 8 | 82 km/h  | Sébastien Loeb |
| 3e (8 mai)  | ES17     | 08 h 41 | Terranova             | 24,60 km | Petter Solberg     | 17 min 26 s 4 | 85 km/h  | Sébastien Loeb |
| 3e (8 mai)  | ES18     | 10 h 18 | Gallura 2 *           | 8,24 km  | Mikko Hirvonen     | 6 min 15 s 2  | 79 km/h  | Sébastien Loeb |

* : spéciale télévisée attribuant des points aux trois premiers pilotes

## Classements au championnat après l'épreuve

### Classement des pilotes
Selon le système de points en vigueur, les 10 premiers équipages remportent des points, 25 points pour le premier, puis 18, 15, 12, 10, 8, 6, 4, 2 et 1.
| Rang | Pilote               | Rallyes | Rallyes | Rallyes | Rallyes | Rallyes | Rallyes | Rallyes | Rallyes | Rallyes | Rallyes | Rallyes | Rallyes | Rallyes | Total points |
| Rang | Pilote               | SUE     | MEX     | POR     | JOR     | ITA     | ARG     | GRE     | FIN     | GER     | AUS     | FRA     | ESP     | GBR     | Total points |
| ---- | -------------------- | ------- | ------- | ------- | ------- | ------- | ------- | ------- | ------- | ------- | ------- | ------- | ------- | ------- | ------------ |
| 1er  | Sébastien Loeb       | 102     | 272     | 213     | 161     | 261     | -       | -       | -       | -       | -       | -       | -       | -       | 100          |
| 2e   | Mikko Hirvonen       | 25      | 213     | 12      | 142     | 213     | -       | -       | -       | -       | -       | -       | -       | -       | 93           |
| 3e   | Sébastien Ogier      | 153     | Ab.     | 261     | 283     | 12      | -       | -       | -       | -       | -       | -       | -       | -       | 81           |
| 4e   | Jari-Matti Latvala   | 161     | 15      | 172     | 18      | 2       | -       | -       | -       | -       | -       | -       | -       | -       | 68           |
| 5e   | Petter Solberg       | 10      | 131     | 8       | Ab.     | 15      | -       | -       | -       | -       | -       | -       | -       | -       | 46           |
| 6e   | Mads Østberg         | 18      | 10      | 0       | 0       | 10      | -       | -       | -       | -       | -       | -       | -       | -       | 38           |
| 7e   | Matthew Wilson       | 2       | Ab.     | 10      | 10      | 2       | -       | -       | -       | -       | -       | -       | -       | -       | 24           |
| 8e   | Kimi Räikkönen       | 4       | -       | 6       | 8       | -       | -       | -       | -       | -       | -       | -       | -       | -       | 18           |
| 9e   | Federico Villagra    | -       | 2       | 4       | 6       | -       | -       | -       | -       | -       | -       | -       | -       | -       | 12           |
| 10e  | Henning Solberg      | Ab.     | 8       | 2       | 0       | -       | -       | -       | -       | -       | -       | -       | -       | -       | 10           |
| 11e  | Juho Hänninen        | -       | 4       | -       | -       | 4       | -       | -       | -       | -       | -       | -       | -       | -       | 8            |
| 12e  | Dani Sordo           | -       | -       | -       | -       | 8       | -       | -       | -       | -       | -       | -       | -       | -       | 8            |
| 13e  | Ott Tänak            | -       | 1       | -       | -       | 6       | -       | -       | -       | -       | -       | -       | -       | -       | 7            |
| 14e  | Martin Prokop        | 0       | 6       | -       | -       | -       | -       | -       | -       | -       | -       | -       | -       | -       | 6            |
| 15e  | Per-Gunnar Andersson | 6       | -       | -       | -       | -       | -       | -       | -       | -       | -       | -       | -       | -       | 6            |
| 16e  | Khalid Al Qassimi    | 1       | -       | 0       | 4       | -       | -       | -       | -       | -       | -       | -       | -       | -       | 5            |
| 17e  | Denis Kuipers        | -       | -       | 1       | 2       | -       | -       | -       | -       | -       | -       | -       | -       | -       | 3            |
| 18e  | Bernardo Sousa (en)  | -       | -       | Ab.     | 1       | -       | -       | -       | -       | -       | -       | -       | -       | -       | 1            |
| 19e  | Nasser Al-Attiyah    | -       | -       | -       | -       | 1       | -       | -       | -       | -       | -       | -       | -       | -       | 1            |

| Couleur | Résultat                                                         |
| ------- | ---------------------------------------------------------------- |
| Or      | Vainqueur                                                        |
| Argent  | 2e place                                                         |
| Bronze  | 3e place                                                         |
| Vert    | Classé, dans les points                                          |
| Bleu    | Classé, hors des points Non classé (Nc.)                         |
| Mauve   | Abandon (Ab.) Retrait (Re.)                                      |
| Noir    | Disqualifié (Dq.)                                                |
| Blanc   | N'a pas pris le départ (Np.) Forfait (Forf.) Épreuve annulée (A) |
| Aucune  | N'a pas participé (-)                                            |

3, 2, 1 : y compris les 3, 2 et 1 points attribués aux trois premiers de la spéciale télévisée (power stage).

### Classement des constructeurs
| Rang | Équipe                   | Rallyes | Rallyes | Rallyes | Rallyes | Rallyes | Rallyes | Rallyes | Rallyes | Rallyes | Rallyes | Rallyes | Rallyes | Rallyes | Total points |
| Rang | Équipe                   | SUE     | MEX     | POR     | JOR     | ITA     | ARG     | GRE     | FIN     | GER     | AUS     | FRA     | ESP     | GBR     | Total points |
| ---- | ------------------------ | ------- | ------- | ------- | ------- | ------- | ------- | ------- | ------- | ------- | ------- | ------- | ------- | ------- | ------------ |
| 1er  | Citroën Total WRT        | 22      | 25      | 43      | 40      | 37      | -       | -       | -       | -       | -       | -       | -       | -       | 167          |
| 2e   | Ford Abu Dhabi WRT       | 40      | 33      | 27      | 30      | 20      | -       | -       | -       | -       | -       | -       | -       | -       | 150          |
| 3e   | M-Sport Stobart Ford WRT | 18      | 18      | 4       | 3       | 18      | -       | -       | -       | -       | -       | -       | -       | -       | 61           |
| 4e   | Petter Solberg WRT       | -       | 12      | 10      | 0       | 15      | -       | -       | -       | -       | -       | -       | -       | -       | 37           |
| 5e   | Ice 1 Racing             | 8       | -       | 8       | 10      | -       | -       | -       | -       | -       | -       | -       | -       | -       | 26           |
| 6e   | Munchi's Ford WRT        | -       | 6       | 6       | 8       | 4       | -       | -       | -       | -       | -       | -       | -       | -       | 24           |
| 7e   | Team Abu Dhabi           | 6       | -       | 1       | 6       | 6       | -       | -       | -       | -       | -       | -       | -       | -       | 19           |
| 8e   | FERM Power Tools WRT     | 4       | 0       | 2       | 4       | 0       | -       | -       | -       | -       | -       | -       | -       | -       | 10           |
| 9e   | Monster WRT              | 2       | 4       | 0       | -       | -       | -       | -       | -       | -       | -       | -       | -       | -       | 6            |
| 10e  | Brazil WRT               | -       | -       | -       | -       | 1       | -       | -       | -       | -       | -       | -       | -       | -       | 1            |